# Пуер

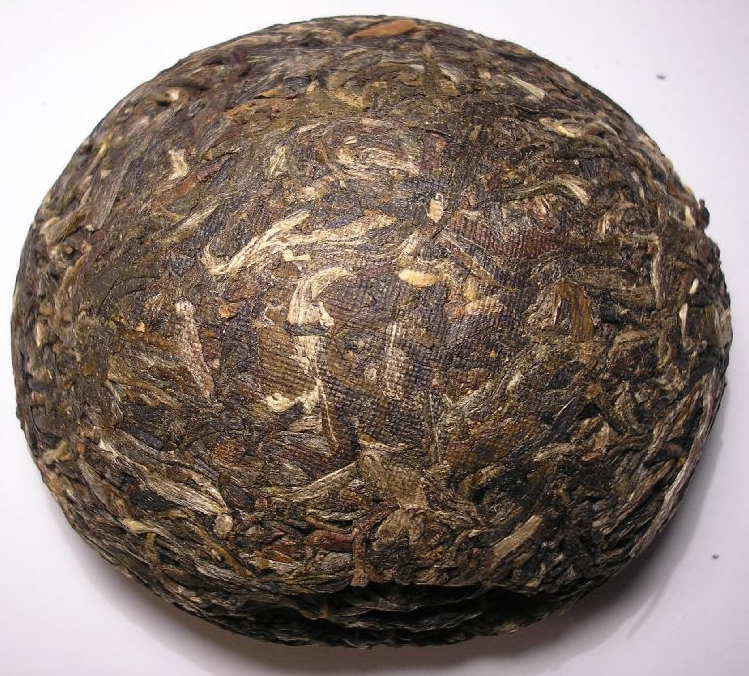
Пресований пуер з фабрики Xiaguan Tea Factory

Пуер (пу-ер, пу ер; кит. спр. 普洱茶, піньїнь: pǔ'ěrchá — чай із Пуера) — різновид китайського чаю.
Поява чаю пуер тісно пов'язана з історією Китаю. Китайці віднайшли чудові властивості цього напою декілька тисяч років тому. Провінція Юньнань на південному заході країни була відома своїм чаєм вже 1700 років тому. В одному з її округів — Пуер — і був віднайдений спосіб приготування однойменного чаю, який відомий густою консистенцією та темним насиченим кольором.

## Фальсифікація
- Вважається, що з роками якість пуеру покращується. Проте абсолютна більшість старого (понад 10 років) пуеру на ринку є фальсифікатом (в тому числі, фабричним), тобто заявлений вік не відповідає дійсності. Справжні старі пуери можна умовно розділити на «сільські» (ті, що «залежались» випадково), та ті, що колекціонери (здебільшого, тайваньські) витримують навмисне. Фабричного виробництва старих пуерів не існує. Вартість справжніх старих пуерів рахується тисячами доларів за брикет на тайваньських аукціонах, а їх кількість у світі — кілограмами. Харчові якості справжніх старих пуерів — відкрите питання. В Україну старі пуери не потрапляють[джерело?].
- Дорогий «білий пуер» є вміло створеною маркетинговою фальшивкою. Адже «білого пуеру» за технологічною чайною номенклатурою не існує. Білий чай та пуер, в деякому сенсі, є антиподами. Частіше за все, «білим пуером» на нашому ринку називають пресований низькосортовий білий чай[1].

## Приготування
Пуер зазвичай заварюють у стилі Гунфу, використовуючи їсінський чайний посуд або гайвань - китайський заварювальний посуд, що складається з чаші, кришки та блюдця. Оптимальна температура води зазвичай вважається в межах 85-99 °C, залежно від якості та обробки пуеру. Листя традиційно піддають одному чи кільком "промиванням" перед першим настоюванням, занурюючи їх у гарячу воду на 2–5 секунд і потім виливаючи отриманий екстракт. Це робиться для насичення листя водою та його розпушення, а також для видалення дрібних частинок листя, які можуть негативно вплинути на результат першого настоювання. Перше настоювання триває від 12 до 30 секунд, а наступні поступово збільшуються на 2–10 секунд. Тривале настоювання, яке іноді використовують на Заході, може призвести до темних, гірких і неприємних настоїв. Якісний витриманий пуер може дати набагато більше настоїв з різними нюансами смаку при заварюванні традиційним методом Гунфу.

## Біологічна активність
У процесі ферментації в купах чайні поліфеноли в пуері окислюються до теарубігінів та теафлавінів під дією мікроорганізмів, вологи та тепла, а теарубігіни і теафлавіни у свою чергу будуть далі окислюватися, полімеризуватися та об'єднуватися з полісахаридами, білками, ліпідами та іншими сполуками, утворюючи велику кількість полімерів, також відомих під назвою теабруніни. Ці полімери мають активну дію проти раку, втоми, гіперліпідемії та регулюють мікрофлору кишечника. Зокрема, маючи гіпоглікемічну та гіполіпідемічну активність, теафлавін інгібує сигнальний шлях FXR-FGF15 у кишечнику за допомогою взаємодії з внутрішньокишковою мікробіотою, що призводить до збільшеного синтезу жовчних кислот печінкою та їх виведення з калом, зниження кількості холестерину, що синтезується печінкою, а також зменшення ліпогенезу.
Деякі дослідження показують, що гіркий пуер може мати корисні властивості при лікуванні псоріазу. В експериментальних моделях на тваринах застосування гіркого пуеру призводило до зниження симптомів псоріазоподібного дерматиту, включаючи зменшення шкірних уражень, товщини епідермісу та рівнів прозапальних цитокінів, таких як інтерлейкін-17A та інтерлейкін-23. Ці ефекти пов'язують з активними компонентами чаю, такими як стриктенін, теакрин та епігалокатехін галат, які можуть впливати на запальні процеси в шкірі.
Пуер має антиоксидантну активність та інгібує фермент α-глікозидазу, що пов'язано з наявністю в його складі чайних поліфенолів, полісахаридів, кофеїну, білків та амінокислот. Це дозволяє розглядати екстракти пуеру як потенційні антидіабетичні засоби, здатні знижувати постпрандіальну гіперглікемію. 
Знижує рівень ліпідів у крові та печінці внаслідок вмісту речовин, що перешкоджають накопиченню жирів у клітинах та гіпертрофії жирових клітин. Ця властивість особливо виражена в етилацетатному та водному екстрактах пуеру. Сприяє зниженню ваги та зменшенню жирових відкладень. За ефективністю в цьому відношенні пуер перевершує популярний комерційний препарат для схуднення L-карнітин.

## Світовий ринок чаю пуер
У 2021 році обсяг ринку чаю пуер у Китаї досяг 18,5 млрд юанів. Найпопулярнішим продуктом на ринку став неферментований чай пуер, на частку якого припало 73% ринку. Очікується подальше зростання ринку чаю пуер, який, за прогнозами, досягне обсягу в 31,1 млрд юанів до 2026 року.
У 2023 році світовий ринок чаю пуер оцінювався в 2068,52 мільйона доларів США. Очікується, що до 2030 року обсяг цього ринку зросте до 2910,62 мільйона доларів США при сукупному середньорічному темпі зростання (CAGR) у 5,0%.